# 岳阳市南区
岳阳市南区，中华人民共和国旧区名。
1984年岳阳市设置市轄區岳阳市南区。範圍大致位於今湖南省岳阳市区南部。1996年撤销，改设岳阳楼区。